# Пургшталль-ан-дер-Эрлауф
Пургшталль-ан-дер-Эрлауф (нем. Purgstall an der Erlauf) — ярмарочная коммуна (нем. Marktgemeinde) в Австрии, в федеральной земле Нижняя Австрия.
Входит в состав округа Шайбс. Площадь общины составляет 55,93 км², население — 5380 человек (1 января 2021), плотность населения — 96 чел./км². Официальный код — 32008.

## Население
| Год  | Численность |
| ---- | ----------- |
| 1869 | 2911        |
| 1889 | 2934        |
| 1890 | 3004        |
| 1900 | 3294        |
| 1910 | 3499        |
| 1923 | 3463        |
| 1934 | 3576        |
| 1939 | 3567        |
| 1951 | 3831        |
| 1961 | 4186        |
| 1971 | 4854        |
| 1981 | 5231        |
| 1991 | 5196        |
| 2001 | 5211        |
| 2011 | 5354        |
| 2021 | 5380        |

## Политическая ситуация
Бургомистр коммуны — Франц Ресль (АНП) по результатам выборов 2005 года.
Совет представителей коммуны (нем. Gemeinderat) состоит из 29 мест.
- АНП занимает 19 мест.
- СДПА занимает 7 мест.
- Зелёные занимают 3 места.

## Фотографии

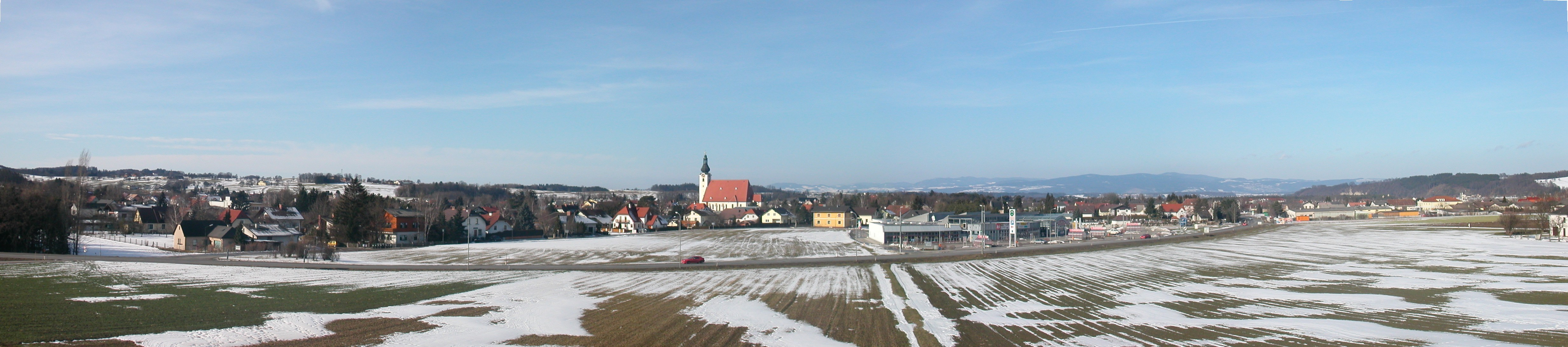
Пургшталль-ан-дер-Эрлауф — панорама.

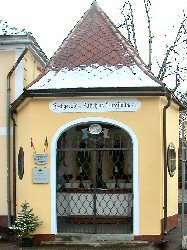
Часовня
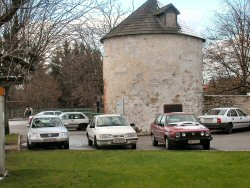
Башня для защиты, построена в 1380 году
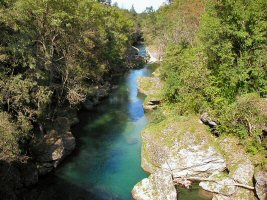
Пропасть Эрлауфа